# Zheng Dongmei
Zheng Dongmei (kinesiska: 鄭 冬梅), född den 23 december 1967 i Hebei, Kina, är en kinesisk basketspelare som var med och tog OS-silver 1992 i Barcelona. Hon deltog även i OS-dambasketen 1996 i Atlanta.